# Eustomias dinema
Eustomias dinema és una espècie de peix de la família dels estòmids i de l'ordre dels estomiformes.

## Morfologia
- Els mascles poden assolir 14,8 cm de longitud total i les femelles 10,2.[3][4]

## Hàbitat
És un peix marí i d'aigües profundes que viu fins als 260 m de fondària.

## Distribució geogràfica
Es troba a prop de les Hawaii.